# Breutelia subarcuata
Breutelia subarcuata är en bladmossart som beskrevs av W. P. Schimper in Bescherelle 1872. Breutelia subarcuata ingår i släktet gullhårsmossor, och familjen Bartramiaceae. Inga underarter finns listade i Catalogue of Life.